# HD 40307 c
HD 40307 b是一個環繞恆星HD 40307的太陽系外行星，距離地球約42光年，位於繪架座。該行星是使用 HARPS 以徑向速度法發現於2008年6月。是環繞 HD 40307 中三個體積比地球大的超級地球中第二大的。該行星引人注目的是其母恆星相對低的金屬量，因此有說法認為不同金屬量的原恆星會形成不同形式的行星。

## 發現
就和環繞 HD 40307 的另外兩顆系外行星 HD 40307 b 和 HD 40307 d一樣，HD 40307 c是由恆星徑向速度變化的量測發現的。這些量測是使用智利拉西拉天文台高精度徑向速度行星搜索器進行。該發現是在2008年6月中於法國南特舉行的天文學會議宣布。

## 軌道與質量
HD 40307 c的質量是該行星系統中質量第二高的行星，質量下限是6.8倍地球質量，介於較小的 HD 40307 b 和較大的 HD 40307 d 之間。HD 40307 c 的軌道半徑是0.081 AU；因此其公轉周期大約是9.6日。徑向速度資料的分析上不足以確認它的軌道偏心率是否偏高。
HD 40307 b的母恆星 HD 40307 金屬量比其他有行星系的恆星低。這代表一個可能性是在恆星形成時的金屬量決定原恆星的吸積盤內會形成氣體巨行星或類地行星。

## 行星特性
儘管 HD 40307 c 至少有6.9倍地球質量，但可能不足以形成氣體巨行星。在2009年這個概念面臨挑戰，有研究認為 HD 40307 c 如果是類地行星，將會相當不穩定，潮汐加熱可能會使其產生比木星衛星木衛一上更強烈的火山活動，外在的限制似乎和類地行星相關，但這並不會限制天王星和海王星這樣的氣體巨行星。但是 HD 40307 c 是經由徑向速度發現，而非直接攝影或凌日法。目前仍無法確認半徑、組成物質、可能表面溫度等特性。
因為強力的潮汐力可能摧毀距離母恆星相當接近行星的較大衛星，HD 40307 c 可能沒有衛星。

## 外部連結
- . Exoplanets.   [2011-12-30]. （原始内容存档于2016-11-30）.
- . Exoplanets.   [2011-12-30]. （原始内容存档于2012-03-04）.